# Saison 2 de K 2000
Cet article présente le guide des épisodes de la deuxième saison de la série télévisée K 2000.
Chronologie
Saison 1 Saison 3

## Épisode 1:Goliath [1/2]
- États-Unis : 2 octobre 1983

- Shawn Southwick : Rita Wilcox
- Zakes Mokae : Tsombe Kuna
- Barbara Rush : Elisabeth Knight
- Ivan Naranjo : Le concessionnaire indien
- Petrus Antonius : Un maitre d'hôtel
- Paul Lambert (en) : Le général Maddox
- Pepper Davis : Un joueur du casino
- Murray Westgate : Un technicien

## Épisode 2:Goliath [2/2]
- États-Unis : 2 octobre 1983

- Shawn Southwick : Rita Wilcox
- Zakes Mokae : Tsombe Kuna
- Barbara Rush : Elisabeth Knight
- Paul Lambert (en) : Le général Maddox
- Pepper Davis : Un joueur du casino
- Murray Westgate : Un technicien

## Épisode 3:Souvenirs d'enfancealiasLa Promesse
- États-Unis : 9 octobre 1983

- Gerald Gordon : Peter McCord
- Catherine Mary Stewart : Lisa McCord
- Tim O'Connor : Phillip Hunt
- Michael Fairman : Eric Fenton
- Robert Braiver : Alex Payne

## Épisode 4:Les Marchands de mort
- États-Unis : 16 octobre 1983

- Deborah Allison : Camela/Amelia Clermont
- Linden Chiles : Albert Ebersol
- Joe LaDue : Kragen
- Dana Elcar : M. Strock
- Kurt Smildsin : Sam Richards

## Épisode 5:Vivre en paixaliasAngle mort
- États-Unis : 23 octobre 1983

- Arthur Taxier : Mel
- Michael J. London : Dudley
- Elyssa Davalos : Julie Robinson
- Christopher Coffey : John
- Javier Grajeda : Ramon
- David J. Parting : Officier Gray

## Épisode 6:Retour à CadizaliasRetour à Cadix
- États-Unis : 30 octobre 1983

- Anne Lockhart : Jennifer Shell
- Nicolas Coster : Ross Manley
- Michael Bowen : Bobby Shell
- Guy Stockwell : Zachary Sloate
- Marion Yul : L'infirmière Tracy
- Ken Scott : Roessler

## Épisode 7:Cambriolage(aliasK.I.T.T. le chat)
- États-Unis : 6 novembre 1983

- Geena Davis : Grace Fallan
- Keene Curtis : Griffin
- Jack Starrett : Lieutenant Barth
- Terry Moore : Molly Frederich
- Paul Pepper : Ricky

## Épisode 8:Vol de voiturealiasK.I.T.T. sur mesure
- États-Unis : 13 novembre 1983

- Denise Miller (en) : Carrie Haver
- Melinda O. Fee : Suzanne Weston
- Albert Salmi : Buck Rayburn
- Angel Tompkins (en) : Nora Rayburn
- Brian Cutler : Dobie
- Robert Pastorelli : LeRoy
- Michael Huddleston : Hector
- Bernard Fox : Le commandant Smythe

## Épisode 9:Le Bon programmealiasÂme qui survive
- États-Unis : 27 novembre 1983

- Brian Robbins : Randy Merritt
- Ann Turkel : Adrianne Margeaux
- Janet Carroll (en) : Denise Merritt
- Carl Strano (nl) : Fredericks
- Jon Cypher : George Atherton

## Épisode 10:Le Cercle de feualiasAlliance de feu
- États-Unis : 4 décembre 1983

- Leslie Wing (en): Layla
- Joseph Hindy : Tom Baylor
- Robert Reynolds : Christopher Callan
- Larry Moss : Henri Lecroix
- George Murdock : Le juge Callan
- Beau Starr : Jacques Charon

## Épisode 11:Souvenirs perdusaliasCauchemars
- États-Unis : 11 décembre 1983

- Laura Bruneau : Cara Caulfield
- Susan Kellerman : L'infirmière
- Mike Genovese : Franck Poole
- Nick Smith : Duke
- J. Jay Saunders : Officier Bowman
- William Boyett : Le sergent

## Épisode 12:Les BohémiensaliasSainte Nuit
- États-Unis : 18 décembre 1983

- Paul La Greca : Tino
- Janet De May : Marta, la sœur de Tino
- Stephen Liska : Casey, un des braqueurs
- Giorgio Tozzi : Stephano, l'oncle de Tino
- Robert Miranda : Paolo, un des braqueurs
- Lloyd Alan : Nick
- David Proval : Un des braqueurs

## Épisode 13:Le Trésor de CharliealiasUn chevalier servant
- États-Unis : 8 janvier 1984

- Daphne Lee Ashbrook : Katherine Granger
- Lance Legault : Christopher Stone
- Art Lund : Charlie Granger
- David Cowgill : Scott
- Thomas F. Wilson : Chip
- Julie Ronnie : Stacey

## Épisode 14:Une agence très spécialealiasLes diamants ont leur prix
- États-Unis : 15 janvier 1984

- Cameron Mitchell : Bernie Mitchell
- Jo Ann Pflug : Nina Jurgenson
- Wendy Kilbourne : Lauren Janes
- Elizabeth Lindsey : Rachel Robinson
- Rene Assa : Miller

## Épisode 15:Une nuit pour les étoilesaliasLes Guerriers de la ligne blanche
- États-Unis : 29 janvier 1984

- Woody Brown : Ron Prescott
- Mary Beth Evans : Cindy Mattheson
- Hugh Gillin : Le chef de police Craig
- Allyn Ann McLerie : Marietta Mattheson
- Milt Oberman : Manny Carmichael
- Frank Garret : Mace Beaudry

## Épisode 16:Course pour la viealiasLa Course à la vie
- États-Unis : 5 février 1984

- Robyn Lively : Becky Phillips
- Lynne Marta : Laura Phillips
- James Arone : Tony
- Scott Getlin : Ric
- Toni Nero : Terri
- Mario Marcelino : Julio Rodriguez
- Jesse Aragon : Santos

## Épisode 17:La Victoire à tout prixaliasLe Démon de la vitesse
- États-Unis : 12 février 1984

- John Macchia : Kelly Travis
- Lydia Cornell : Sabrina
- Bruce Bauer : Lee Carstairs
- Michael Champion : Wade Fontaine
- Ethan Wayne : Danny Duval
- Kurt Fuller : Le caméraman

## Épisode 18:Le Retour de Goliath [1/2]
- États-Unis : 19 février 1984

- Suzanne Barnes : Christina
- Peter Mark Richman : Dr. Klaus
- Ann Turkel : Adrianne Margeaux
- Cyndi James-Reese : Kathy
- John M. Banach : Le technicien
- Henry G. Sanders : Garde de l'hôtel

## Épisode 19:Le Retour de Goliath [2/2]
- États-Unis : 19 février 1984

- Suzanne Barnes : Christina
- Peter Mark Richman : Dr. Klaus
- Ann Turkel : Adrianne Margeaux
- Cyndi James-Reese : Kathy
- John M. Banach : Le technicien
- Henry G. Sanders : Garde de l'hôtel

## Épisode 20:Mini pucealiasMicropuce
- États-Unis : 4 mars 1984

- John Vernon : Cameron Zachary
- Alexa Hamilton : Gina Adams
- Robert O’Reilly : Jake Simpson
- Dana Gladstone : Dave Collins
- Rosalind Ingledew : La cliente du vendeur de voitures

## Épisode 21:La Bouche du serpent [1/2]aliasLa Gueule du serpent [1/2]
- États-Unis : 8 avril 1984

- Pedro Amendariz : Eduardo O’Brian
- Joanna Pettet : Joanna St. John
- L. Charles Taylor (en) : David Dalton
- Robert Colbert : Elton Matthews
- George Murdock : Archibald Hendley*
- Apollonia Kotero : Tiara D'Arcy
- Emily Banks : Priscella Ragsdale
- Robert Clarke : John Ragsdale

## Épisode 22:La Bouche du serpent [2/2]aliasLa Gueule du serpent [2/2]
- États-Unis : 8 avril 1984

## Épisode 23:Ma plus belle chanson d'amouraliasDiffusion infidèle
- États-Unis : 13 mai 1984

- Catherine Hickland : Stevie March
- Michael C. Gwynne : Paul Block
- John Patrick Reger : Greg Noble
- Joseph Burke : Ivory
- Shanna Reed : Barbara Bellingham
- Randy Polk : Jimmy

## Épisode 24:Travaux publicsaliasDu gros métal
- États-Unis : 27 mai 1984